# La via dell'amore
La via dell'amore è un saggio filosofico di Luce Irigaray pubblicato nell'aprile del 2008 dall'editore Bollati Boringhieri.

## Contenuto dell'opera
La via dell'amore riprende un tema caro al filosofo e psicologo italiano Umberto Galimberti: quello cioè della filosofia intesa non più tradizionalmente come amore della saggezza ma come saggezza dell'amore. Solo intendendo la filosofia come amore, come rapporto di apertura e confidenza, nel senso di reciproca fiducia nei confronti dell'altro, la filosofia riacquisterà il suo senso originale antico.
In Occidente ormai la filosofia si è rinchiusa nel mondo delle Università assumendo l'aspetto di una logica che analizza la realtà senza più dedicarsi a quelle domande che nascono dalla vita reale. Ormai il pensiero filosofico si trasmette da maestro a discepolo senza nessun raffronto con la vita reale e insegnamento sul modo di viverla. Il filosofo sembra ormai più preoccuparsi del saper morire che del saper vivere.
Parte da qui l'analisi di Luce Irigaray che certo non vuole disconoscere il ruolo che la razionalità pura ha avuto nel corso della storia della filosofia ma d'altra parte vede come oggi il filosofo tutt'intento a curare la purezza del logos abbia dimenticato l'antica funzione del dia-logo, il sommo bene come lo definiva Socrate, quello che per avviarsi presuppone il rispetto, se non l'amore per l'altro.
Oggi sembra esserci una paura a confrontarsi con l'altro, a entrare in relazione con il prossimo; il filosofo ha ridotto il suo compito a metà, mira alla definizione delle idee non rendendosi più conto che sono gli uomini i portatori di quelle idee ed è con loro che queste assumono significato reale Se non si fa così si perde il senso reale dell'etica, della stessa teologia, privandole di quel riferimento di base, di quel valore su cui si fondano che è l'uomo reale.
Il filosofo si è chiuso in una fortezza dove, usando un linguaggio oscuro e inaccessibile ai non iniziati, si preoccupa più di parlare di invece che parlare con e di capire come non ci sia un'unica verità valida per tutti. Tanto più vero questo oggi nel tempo della globalizzazione dove la diversità delle culture ci impone non solo di convivere con esse ma anche di capirle attraverso il dialogo.
Il dialogo si sviluppa quando capisco che il mio interlocutore è disposto a mettere in discussione la sua verità e a rinunciare a presentarla come assoluta. Ecco la principale differenza con le religioni che parlano di tolleranza ma che tolleranti non sono e non possono essere poiché si considerano depositarie di verità indiscutibili.
Bisogna passare dalla "trascendenza verticale" con il Grande altro della religione a quella "orizzontale" del dialogo con l'altro quotidiano, quello che incontro nella realtà della vita di ogni giorno per costruire insieme a lui, non l'ideale città platonica dell'Iperuranio ma un universo di realtà e valori il più possibile condiviso.

## Edizioni
- Luce Irigaray, La via dell'amore, traduzione di Salvadori R., Prima edizione ed., collana Temi, Bollati Boringhieri, 2008,  p. 117, ISBN 88-339-1841-6.